# Појнт Бланк (Тексас)
Појнт Бланк (енгл. Point Blank) град је у америчкој савезној држави Тексас. По попису становништва из 2010. у њему је живело 688 становника.

## Демографија
Према попису становништва из 2010. у граду је живело 688 становника, што је 129 (23,1%) становника више него 2000. године.
| Група             | 2000.       | 2010.       |
| Белци             | 449 (80,3%) | 560 (81,4%) |
| Афроамериканци    | 78 (14,0%)  | 89 (12,9%)  |
| Азијати           | 2 (0,4%)    | 0 (0,0%)    |
| Хиспаноамериканци | 21 (3,8%)   | 24 (3,5%)   |
| Укупно            | 559         | 688         |